# CANDY GIRL
《CANDY GIRL》，日本女歌手中島美嘉的第29張單曲。2009年9月30日發行。

## 概述
- 與前作「Over Load」相隔約4個月的新作。
- 本作是以「馬戲團」為主題，與時尚品牌SLY的合作作品。而本作的封面與PV設計等亦以馬戲團為主題。
- 初回限定盤附送SLY的T裇。T裇全3種類，各以1萬張限定發售，封面包括通常盤共4種類。

## 收錄曲
1. CANDY GIRL
  - 作詞：宮崎歩／作曲：HIPJOINT／編曲：ICEDOWN (´ε｀ )
2. SMILEY
  - 作詞：中島美嘉／作曲：木村篤史／編曲：橋本幸太
3. CANDY GIRL（Instrumental）
4. SMILEY（Instrumental）

## 資料來源
- Sony Music Online Japan : 中島美嘉 : CANDY GIRL（页面存档备份，存于）